# Copris sinicus
Copris sinicus är en skalbaggsart som beskrevs av Hope 1842. Copris sinicus ingår i släktet Copris och familjen bladhorningar. Inga underarter finns listade i Catalogue of Life.